# San Ġwann
San Ġwann es uno de los sesenta y ocho consejos locales que conforman la actual organización territorial de la República de Malta, la cual rige desde 1993.

## Territorio y demografía
La superficie de este consejo local maltés abarca unos 2,6 km². La población de esta división administrativa se encuentra compuesta por un total de 13.063 personas (según las cifras que arrojó el censo realizado en 2010). Mientras que su densidad poblacional es de 5.000 habitantes por km², aproximadamente.